# 朝鲜残疾人
关于朝鲜民主主义人民共和国残疾的可靠资料与其他朝鲜社会问题相关的内容一样难以寻找。朝鲜是联合国《残疾人权利公约》的签署国（截至2016年）。
金日成统治期间，残疾退伍军人社会地位奇高。平壤当局又于1970年成立伤残军人再就业场所。朝鲜问题研究学者费奥多尔·特蒂茨基表示“金日成统治时其他残疾人的生活‘即使不可怕，但也可悲’”。 

## 残疾人权利公约
作为《经济、社会及文化权利国际公约》 、 《儿童权利公约》 和《残疾人权利公约》的缔约国，朝鲜负有避免以残疾或其他理由歧视其人民的国际义务。根据《儿童权利公约》第2条第一项规定：
|  | 签约国不得因儿童本人或其父母或法定监护人之种族、肤色、性别、语言、宗教、政治或其他主张、国籍、出身、财富、残障、出生或其他地位之不同而有所歧视。应尊重并确保其辖区内每一儿童在本公约中所揭橥之权利。 |

朝鲜于2016年12月批准该公约。
2017年5月，联合国特别报告员就残疾人权益问题对朝鲜进行为期八天的正式访问。事后，报告员卡特琳娜·德万达斯·阿吉拉尔在新闻发布会上呼吁民众关注该国的残疾人问题。

## 涉嫌杀害先天缺陷婴儿
脱北者李光哲医生于2006年在韩国接受美联社采访时声称存在先天缺陷的新生儿会被立即杀害并埋葬。

## 社会服务
慈善机构Handicap International称，它自1999年起一直为朝鲜人提供服务并协助朝鲜残疾人保护会（包括资助为数千名残疾人的骨科中心）。红十字国际委员会与2006年称“该机构已在平壤协助建立一间残疾人康复中心”。但此机构对康复中心的支持于2017年终止。国际反地雷组织报告称“朝鲜拥有一个综合性残疾人援助体系；但该体系被该国的总体经济形势致限”。

尽管如此，联合国朝鲜民主主义人民共和国人权状况特别报告员马祖基·达鲁斯曼于联合国人权理事会第二十二届会议前报告指出：
早在2003年，人权委员会就对“虐待和歧视残疾儿童”表示深切关注。 2006年以来，大会一直谴责“不断有报告称朝鲜侵犯残疾人人权和基本自由（特别是滥用集中营剥夺残疾人基本权益并管制儿童的数量和间隔时间）”特别报告员于2006年指出“迄今为止，残疾人被驱逐出首都（特别是精神病人被关押在条件恶劣且存在不人道待遇的‘49 号病房’）”。
朝鲜于2003年批准一项促进残疾人平等获得公共服务的法律，并在其关于遵守《经济、社会和文化权利国际公约》的第二次报告中声称“该国保护残疾人权益”。朝鲜于1981年9月14日加入了该公约。但该法迄今仍然搁置，且在韩国的脱北者称“除了伤残军人（他们声称这些伤口是美国在朝鲜战争中的罪行），其他残疾人皆被歧视”。 
联合国于2008年报告称朝鲜政府“开始考虑为残疾人提供福利”。 

## 集中营
金日成上台后，所有残疾人都被迁出城市（退伍军人例外）。
2000年代初的一则报道称“朝鲜残疾人被关押在条件恶劣的营地，并被施以非人道待遇”。联合国人权问题特别报告员维蒂·蒙塔蓬在2006年称，朝鲜残疾人被驱逐出平壤并关押在依残疾程度分类的集中营。脱北者称朝鲜存在“侏儒集体营地”，并禁止囚犯生育。

## 残疾人体育
朝鲜参加的第一次残奥会是2012年伦敦残奥会，当局派出林柱成（左臂、左腿截肢）参与游泳项目。雅虎新闻于2012年报道称平壤有一个残奥会文化中心。该国于2016年派出两名田径运动员参加2016年里约残奥会。